# Kirchberg am Walde
Kirchberg am Walde es una localidad del distrito de Gmünd, en el estado de Baja Austria, Austria, con una población estimada a principio del año 2018 de 1313 habitantes. 
Se encuentra ubicada al noroeste del estado, cerca de la frontera con República Checa y el estado de Alta Austria.